# Борид никеля
Бори́д ни́келя — бинарное неорганическое соединение
никеля и бора
с формулой NiB,
зелёные кристаллы,
реагирует с водой.

## Получение
- Сплавление стехиометрических количеств чистых веществ:

{\displaystyle {\mathsf {Ni+B\ {\xrightarrow {1035^{o}C}}\ NiB}}}

## Физические свойства
Борид никеля образует зелёные кристаллы ромбической сингонии, пространственная группа C mcm, параметры ячейки a = 0,2925 нм, b = 0,7396 нм, c = 0,2966 нм, Z = 4. Атомы никеля образуют в кристаллической структуре трёхгранные призмы, в центрах половины которых находятся атомы никеля, а через остальные призмы проходит зигзагообразная цепочка атомов бора параллельно оси. Аналогичные структуры образуют монобориды VB, NbB, TaB, β-MoB, β-WB, CrB. Коэффициент термоЭДС −4,7 мкВ/К при комнатной температуре.